# Illa de Sant Martí

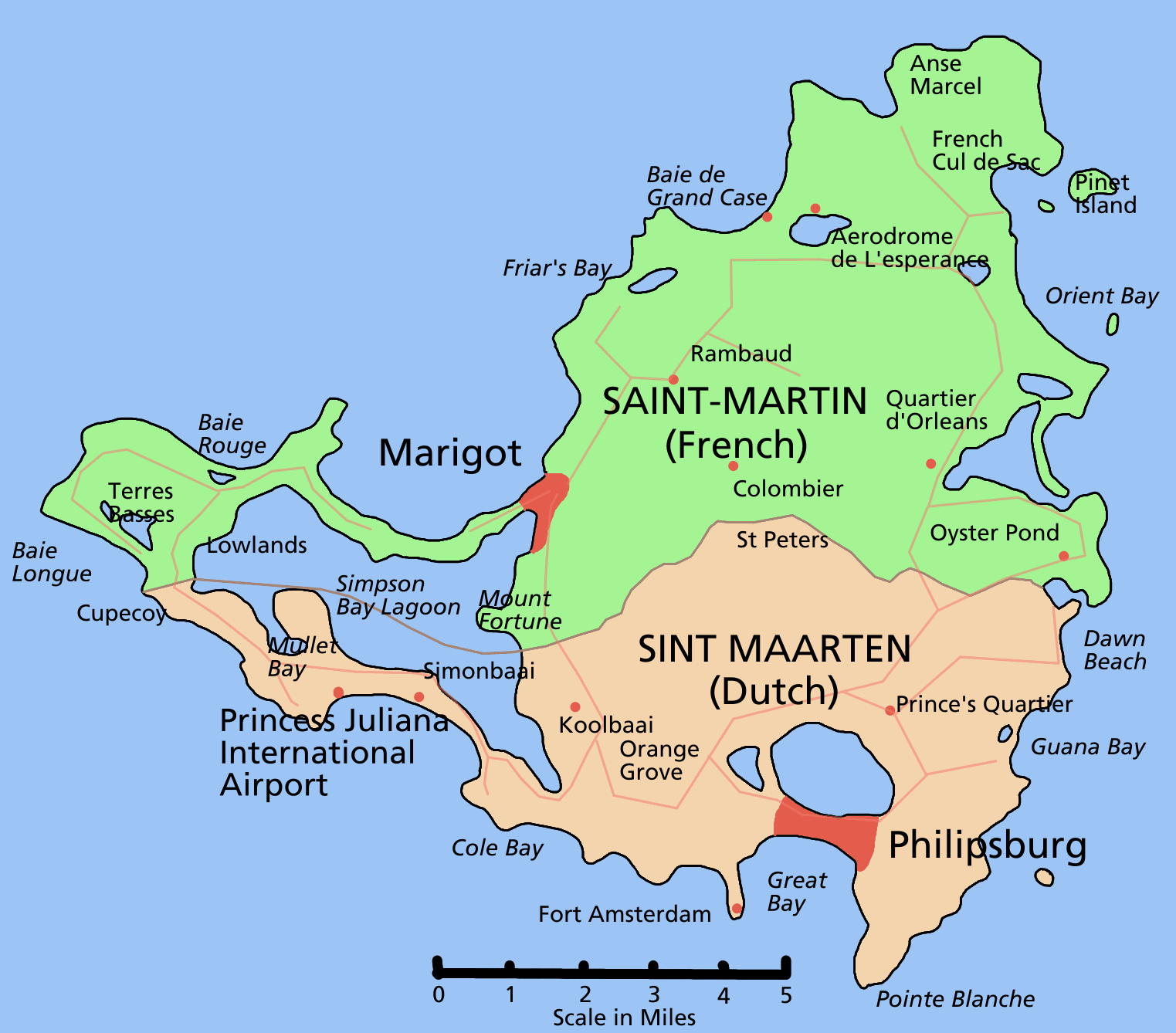
Mapa que mostra la divisió entre la part francesa de Saint-Martin (al nord) i la neerlandesa de Sint Maarten (al sud)

Sant Martí (en francès Saint-Martin, en neerlandès Sint Maarten) és una illa tropical de les Petites Antilles situada al Carib nord-oriental, entre les illes d'Anguilla al nord, Saint-Barthélemy al sud-est i Saba i Sint Eustatius al sud. L'illa, de 87 km², està dividida en dues meitats entre França i el Regne dels Països Baixos. És l'illa habitada més petita de les dividides entre dos estats.
- La part septentrional conforma la Collectivité de Saint-Martin (Col·lectivitat de Sant Martí), que és una col·lectivitat d'ultramar de França.[1]
- La part meridional conforma Sint Maarten, un dels països constituents del Regne dels Països Baixos.[1]

Col·lectivament, en l'àmbit internacional els dos territoris es coneixen com a "Saint-Martin / Sint Maarten". De vegades per referir-se a l'illa s'utilitza també la sigla SXM, l'identificador que fa servir la IATA per a l'Aeroport Internacional Princesa Juliana, el principal de l'illa.
Les ciutats principals són Philipsburg, a la part neerlandesa, i Marigot, a la francesa. La població és d'uns 71.000 habitants, dividits si fa no fa meitat i meitat a cada banda. L'illa és visitada per una mitjana d'un milió de turistes l'any.
L'illa fou descoberta durant el segon viatge de Colom al Nou Món l'11 de novembre del 1493, diada de Sant Martí de Tours, amb el nom del qual la va batejar. Després de diverses disputes pel control de les salines entre espanyols, holandesos i francesos, el 23 de març del 1648 se signà el Tractat de Concòrdia entre les dues potències que encara ocupaven l'illa, el regne de França i les Províncies Unides, que acordaren repartir-se a parts iguals el territori insular. Als segles següents la possessió de l'illa fou disputada entre francesos, neerlandesos i anglesos però es restablí la partició original (i actual) el 1816.